# Ezaki Glico

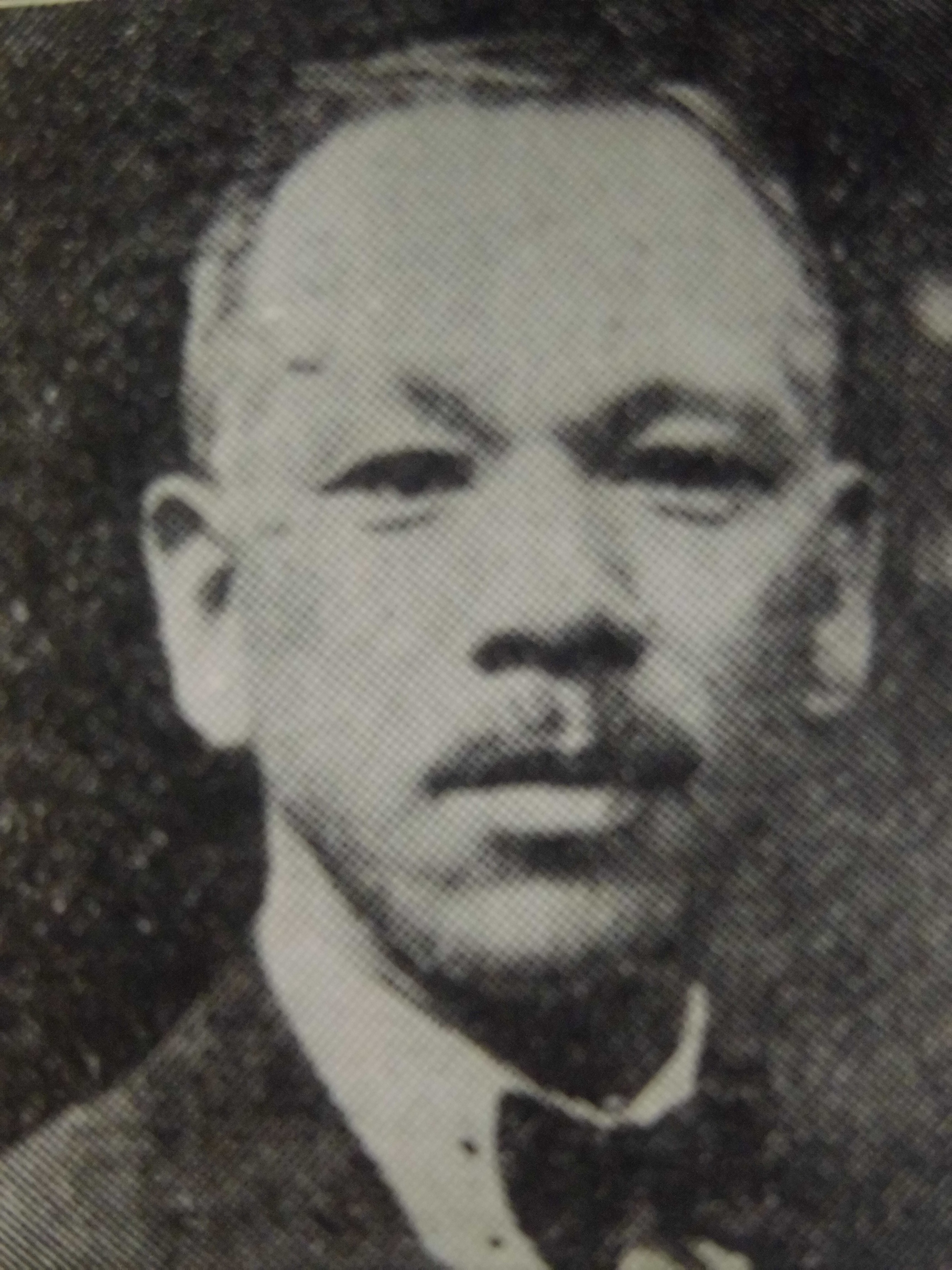
Ezaki Riichi

Ezaki Glico Company, Limited (江崎グリコ株式会社, Ezaki Guriko kabushiki-kaisha) est un confiseur japonais. La marque est connue pour la confection des Pocky, vendus en Europe sous le nom de Mikado.

## Histoire
En 1919, Riichi Ezaki (ja) produit ses premiers caramels à base de glycogène, un sucre contenu dans les huîtres. C'est cette substance qui est à l'origine du nom de l'entreprise. En effet, il provient en japonais de la contraction du mot glycogène (グリコーゲン, guricōgen). L'usage de glycogène était venu à l'esprit d'Ezaki après un voyage en bord de mer où il avait vu des enfants jouer. Il pensa alors que leur santé était due à leur consommation d'huîtres. En 1921, l'année précédant la création officielle de l'entreprise, Riichi Ezaki fonde l'Ezaki Shoten à Ōsaka et commence la production ainsi que la vente des caramels portant le nom de Glico. Le 11 février 1922, lors du lancement de ses caramels au Mitsukoshi Department Store d'Ōsaka, Riichi Ezaki fonde officiellement la Ezaki Glico Company, Limited. À partir de 1927, l'entreprise commence à mettre des jouets dans ses boîtes de friandises afin de conjuguer deux plaisirs enfantins, manger et jouer. À l'origine fabriqués en bois et en papier, puis en étain et en celluloïd, ces jouets sont désormais fabriqués en plastique.

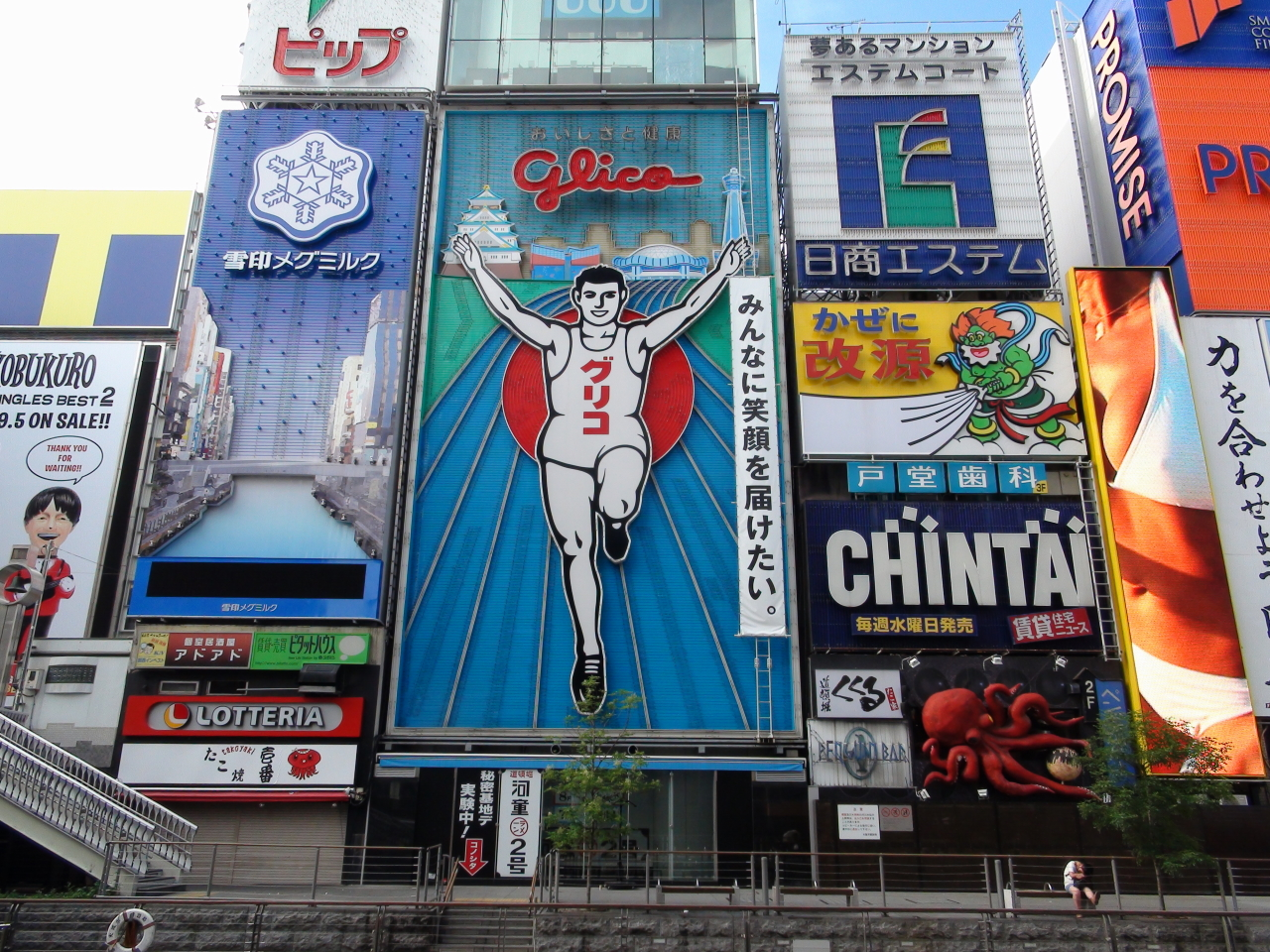
On peut voir à Dōtonbori (Osaka) le Glico Man, la célèbre publicité pour Glico représentant un athlète les bras levés en signe de victoire.

Depuis la création de l'entreprise, l'image de l'athlète courant pendant 300 m représente la marque. Ce symbole provient du fait que la valeur énergétique d'un caramel Glico (16 kcal) permet à une personne mesurant 1,65m et pesant 55 kg de courir 300 m. L'entreprise a associé à ses Glico le slogan « 300 mètres avec une bouchée » (一粒300メートル, hitotsubu 300 mētoru).
Depuis 1935, une publicité fabriquée en tubes néon est installée à Dōtonbori. Mesurant 33 mètres de haut, elle devient une attraction touristique de la ville d'Ōsaka. L'actuelle version a été installée en 1998. En 2014, les tubes néon seront abandonnés et remplacés par un éclairage DEL.
Pendant la Seconde Guerre mondiale, l'entreprise est durement touchée après la destruction de ses deux usines lors des bombardements d'Ōsaka et de Tōkyō. La production reprendra doucement au sortir de la guerre grâce à des usines provisoires et la reconstruction des deux usines détruites sera terminée en 1951.
Après avoir conquis l'Asie, Ezaki Glico s'attaqua à l'Europe en 1982 par le biais de sa filiale française, Générale Biscuit Glico France S.A.. Le Mikado, commercialisé par LU sous licence, est lancé la même année.
De 1984 à 1985, Ezaki Glico a été la victime de tentatives de chantage et d'extorsions. L'incident est très célèbre au Japon : le ou les coupables n'ont jamais été retrouvés.

## Produits
Le produit phare de la marque est le Pocky (ポッキー, pokkī), un biscuit en forme de bâtonnet recouvert d'un glaçage. Contrairement au Mikado produit sous licence en France par LU, le glaçage peut avoir différents parfums comme les Pocky goût kiwi, fraise ou aux amandes.
La marque commercialise également les Pretz (プリッツ, purittsu), des biscuits une fois de plus en forme de bâtonnet mais ayant le même aspect qu'un bretzel. En effet, Pretz est le diminutif du mot « pretzel », nom américain du bretzel.

## Controverse
En 2019, la société a été critiquée pour avoir développé une application internet destinée à "traduire les mots et le comportement d'une femme pour son mari"; certains commentateurs ont jugé cette application comme sexiste, misogyne et basée sur une conception erronée du cerveau humain.